# Élections législatives arubaines de 2009
Les élections législatives arubaines de 2009 se déroulent le 25 septembre 2009 à Aruba. Elles donnent lieu à une alternance, le Parti populaire arubais remportant la majorité absolue des sièges malgré un système électoral proportionnel. Son chef Mike Eman remplace Nelson Oduber au poste de Ministre-président d'Aruba.

## Système politique et électoral
L'île d'Aruba est une île néerlandaise des Caraïbes organisée sous la forme d'une monarchie parlementaire. L'île forme un État du Royaume des Pays-Bas à part entière depuis qu'elle s'est séparée des Antilles néerlandaises en 1986. La reine Béatrice en est nominalement le chef de l'État et y est représentée par un gouverneur.
Le parlement est monocaméral. Son unique chambre, appelée États d'Aruba, est composée de 21 députés élus pour 4 ans selon un mode de scrutin proportionnel plurinominal dans une unique circonscription. Les États d'Aruba nomment le Ministre-président et les sept membres du Conseil des ministres qu'il dirige. Ce même Ministre-président propose au souverain un gouverneur d'Aruba, représentant de la couronne nommé pour six ans.

## Résultats
|                        |                                                                            |        |       |        |               |  |  |  |  |
| Partis                 | Partis                                                                     | Voix   | %     | Sièges | +/-           |  |  |  |  |
|                        | Parti populaire arubais (AVP)                                              | 26 476 | 48,03 | 12     | 4             |  |  |  |  |
|                        | Mouvement électoral du peuple (MEP)                                        | 19 804 | 35,93 | 8      | 3             |  |  |  |  |
|                        | Démocratie réelle (PDR)                                                    | 3 144  | 5,70  | 1      | 1             |  |  |  |  |
|                        | Mouvement patriotique arubain (MPA)                                        | 2 444  | 4,43  | 0      | 1             |  |  |  |  |
|                        | Réseau électoral démocratique (RED)                                        | 2 378  | 4,31  | 0      | 1             |  |  |  |  |
|                        | Parti patriotique arubain (PPA)                                            | 611    | 1,11  | 0      | en stagnation |  |  |  |  |
|                        | Chrétiens unis renforçant le potentiel d'Aruba (CURPA)                     | 139    | 0,25  | 0      | Nv            |  |  |  |  |
|                        | Organisation libérale d'Aruba / Mouvement socialiste indépendant (OLA/MSI) | 125    | 0,23  | 0      | en stagnation |  |  |  |  |
|                        |                                                                            |        |       |        |               |  |  |  |  |
| Suffrages exprimés     | Suffrages exprimés                                                         | 55 121 | 98,87 |        |               |  |  |  |  |
| Votes blancs et nuls   | Votes blancs et nuls                                                       | 629    | 1,13  |        |               |  |  |  |  |
| Total                  | Total                                                                      | 55 750 | 100   | 21     | en stagnation |  |  |  |  |
| Abstention             | Abstention                                                                 | 8 852  | 13,70 |        |               |  |  |  |  |
| Inscrits/Participation | Inscrits/Participation                                                     | 64 602 | 86,30 |        |               |  |  |  |  |